# Atalhos (banda)
Atalhos é uma banda brasileira de rock formada em Birigui, conhecida por fazer referências literárias em suas letras.

## História

### Em Busca do Tempo Perdido(2012)
Em abril de 2012 a banda lançou o seu primeiro disco, Em Busca Do Tempo Perdido, produzido por Marcello Pompeu, com a participação do baixista Nelson Brito da banda Golpe de Estado. A capa do disco foi ilustrada por Marcelo Bonfá, baterista da banda Legião Urbana, que também participou de shows com a banda pelo interior de São Paulo.

### Onde A Gente Morre(2014)
O segundo disco foi produzido pela própria banda e mixado pelo produtor canadense Mark Howard. A sonoridade do álbum resultou num folk rock experimental fortemente influenciado pela banda norte-americana Wilco.
O single "José, Fiquei Sem Saída" figurou em lista das melhores músicas nacionais de 2014, e teve videoclipe dirigido pelos cineastas José Menezes e André Dip, com participação do ator Sergio Mastropasqua. Em 2015 "José, Fiquei Sem Saída" ganhou o prêmio aquisição PlayTV no Festival Curta Brasília. O clipe do segundo single, "Só o Amor no Fim", foi filmado na Patagônia e contou com a atuação de Marisol Ribeiro. Em 2016 o clipe da música "Sozinho Contra Todos" encerrou a trilogia de clipes do disco Onde A Gente Morre. O videoclipe esteve na lista dos melhores clipes brasileiros de 2016, e em 2017, foi selecionado para o Cine Las Americas International Film Festival.

### Animais Feridos (2017)
O terceiro álbum de estúdio da banda foi produzido por Gabriel Soares, também responsável pelas composições das oito faixas do disco. Gravado em São Paulo, Animais Feridos resulta numa paisagem sonora repleta de detalhes e nuances, com experimentações que envolvem a fusão de vertentes do rock e do folk. Com alto teor provocativo, as letras questionam o poder consolador das superstições diante da falta de sentido no mundo, além de sugerir uma sequência da viagem imanente e filosófica iniciada no álbum Onde A Gente Morre. O disco figurou recentemente na posição número 15 entre os 50 melhores discos brasileiros na lista do site 505 Indie. A música que abre o disco, A Divina Comédia, é dividida em três parte e inspirada na obra-prima de Dante Alighieri. No entanto, as reverências cristãs na obra do italiano não se repetem na música da banda, ao contrário, o que se percebe é uma visão crítica do medo do Inferno, e ganha contornos de ironia mais parecidos com os do escritor Giovanni Boccacio, contemporâneo de Dante, que denunciava a hipocrisia religiosa da sua época. A canção recebeu videoclipe dirigido por Gustavo Lot e contou com as atrizes Xu Ibiapino e Lilian Blanc. Foi montado em três partes que sugerem o Inferno, Purgatório e Paraíso. Com um plano sequencia inicial de quase três minutos sem cortes, o videoclipe foi fortemente influenciado pelos trabalhos do cineasta Ingmar Bergman e tem uma referencia direta ao filme O Martírio de Joana D’Arc de Carl Theodor Dreyer, especialmente na parte do Purgatório, com uma sequência de cenas de cinema mudo. Na terceira e última parte do videoclipe, a personagem desfruta de um Paraíso urbano e solitário, narrado em jump cuts que remetem a Acossado de Jean-Luc Godard. O videoclipe figurou em diversas listas e seleções especiais de sites especializados. Pra Matar foi o primeiro single lançado do disco, e ganhou animação em vídeo assinado por Bruno Mazilli. Já a segunda faixa do disco, The Bell Jar, é uma referência direta ao romance da escritora americana Sylvia Plath.

Em entrevista ao jornal Folha da Região, Gabriel Soares comentou sobre a recorrente influência da literatura nas músicas da banda:
“A literatura faz parte das nossas músicas como condição e não como inspiração. Nos livros, a experiência nunca se encerra apenas com o livro que se lê, mas sempre se descobre outros livros, outras referências que o leitor se vê instigado a encontrar e, por isso, o ato de ler um livro nunca é de ler um livro apenas. Queremos fazer isso com as nossas músicas. As homenagens que rendemos nos títulos, as referências que colocamos nas letras são possibilidades de uma experiência que não se encerra na música que termina, mas que instiga a descobrir mais.”

## Argentina
Após curta passagem pelo país em 2013, a banda foi novamente convidada em 2015 pelo selo argentino Ultra Pop para se apresentar no Festival Internacional Postpop Barenboim IV, na cidade de Buenos Aires.

## Integrantes
- Gabriel Soares - vocal, bateria e violão
- Conrado Passarelli - guitarra

## Discografia
Álbuns de estúdio
- 2012: Em Busca do Tempo Perdido
- 2014: Onde A Gente Morre
- 2017: Animais Feridos